# The Statue of Liberty
Pour plus de détails, voir Fiche technique et Distribution.
The Statue of Liberty est un film américain réalisé par Ken Burns, sorti en 1985.

## Synopsis
Ce documentaire retrace l'histoire de la Statue de la Liberté.

## Fiche technique
- Titre : The Statue of Liberty
- Réalisation : Ken Burns
- Scénario : Ric Burns, Amy Stechler, Geoffrey C. Ward et Bernard Weisberger
- Narration : David McCullough
- Musique : Jesse Carr, John Colby, Steve Lemberg et Paul Simon
- Photographie : Ken Burns, Terry Hopkins, Peter B. Hutton et Buddy Squires
- Montage : Paul Barnes et Noëlle Penraat
- Production : Ken Burns et Buddy Squires
- Société de production : Florentine Films et  WNET
- Pays :  États-Unis
- Genre : Documentaire
- Durée : 60 minutes
- Dates de sortie : 
  -  États-Unis : 1985

## Distinctions
Le film a été nommé à l'Oscar du meilleur film documentaire.